# Лапин, Александр Алексеевич
Александр Алексеевич Лапин (род. 14 мая 1952, станица Прохладная, Кабардино-Балкарская АССР, РСФСР, СССР) — русский писатель, публицист, общественный деятель. Главный редактор издательского дома «Свободная пресса».

## Биография
Родился в 1952 году в казачьей станице Прохладная Кабардино-Балкарской АССР. Отец: Лапин Алексей Александрович, шофер. Мать: Лапина Мария Трофимовна, доярка.
В 1969 по окончании Янтарненской средней школы Прохладненского района прошел обучение в техническом училище № 41 г. Алма-Аты. После службы в Советской Армии (1970—1972) работал строителем-монтажником в Алма-Атинском домостроительном комбинате.
В 1973 году поступил и в 1978 с отличием окончил факультет журналистики Казахского государственного университета. Работал в журнале «Автомобильный транспорт Казахстана» корреспондентом, ответственным секретарем, заместителем главного редактора, а потом и главным редактором этого издания.
В 1986 году пришел в «Комсомольскую правду» собкором по Казахстану. За 15 лет прошел путь от журналиста до заместителя генерального директора газеты. Под его руководством была создана региональная сеть «Комсомольской правды».
В 2000 году переехал в Воронеж, создал собственный газетный бизнес, который в качестве главного редактора и генерального директора возглавлял до 2010 года. Издательский дом Александра Лапина «ЕВРАЗИЯ-ПРЕСС — XXI ВЕК», включающий более 20 изданий, типографии, сеть распространения, работает в 8 крупнейших городах Центральной России.
На протяжении 10 лет Александр Лапин — автор и ведущий еженедельной телевизионной программы «Русский вопрос» на региональном телевидении.
В настоящее время проживает в селе Сенное Воронежской области, занимается литературной деятельностью. Наиболее широкую известность писателю принес его роман «Русский крест».
А. Лапин — член Союза писателей России.

## Общественная деятельность
Руководитель Воронежского отделения Российского фонда мира, заместитель председателя комитета Воронежской областной думы по местному самоуправлению, связям с общественностью и СМИ, президент Воронежской областной федерации традиционного карате «Фудокай».

## Премии и награды
- Большая литературная премия России (2019)[5]
- премия Правительства РФ в области средств массовой информации (2015)[6]
- национальная премия «Лучшие книги и издательства — 2014»[7]
- международная литературная премия имени Валентина Пикуля[8]
- литературная премия «Русский позитив»[9]
- золотая медаль Союза журналистов Казахстана
- памятная медаль Года литературы в Российской Федерации

## Основные издания
- «Чистый исток», повесть, изд-во «Жалын», 1986
- «Каноны розы мира», публицистика, изд-во «Комсомольская правда-Воронеж», 2001
- «Я люблю», сборник рассказов и новелл, изд-во «Комсомольская правда-Воронеж», 2002
- «Русский вопрос», публицистика, изд-во «Свободная пресса», 2007
- «Русский ответ», публицистика, изд-во «Свободная пресса», 2009
- «Русский крест», роман, книги 1 и 2, изд-во «Свободная пресса», 2010
- «Diе russischе Fragе», публицистика, изд-во «Frieling», Берлин, 2011
- «Diе russischе Аntwort», публицистика, изд-во «Frieling», Берлин, 2012
- «Утерянный рай», роман, изд-во «Вече», 2013
- «Непуганое поколение», роман, изд-во «Вече», 2013
- «Благие пожелания», роман, изд-во «Вече», 2013
- «Куда идут русские?», публицистика, изд-во «Вече», 2013
- «Вихри перемен», роман, изд-во «Вече», 2014
- «Дневник поколения», публицистика, изд-во «Вече», 2014
- «Волчьи песни», роман, изд-во «Вече», 2015
- «Время жить», роман, изд-во «Вече», 2016
- «Русский крест», роман, книги 1-6, в 2-х томах, изд-во «Вече», 2016
- «Verlorenes Paradies», роман, изд-во Local Global GmbH, Штутгарт, 2016
- «Святые грешники», роман, изд-во «Вече», 2017
- «Крымский мост», роман, изд-во «Вече», 2019
- «Я верю», публицистика, изд-во «Вече», 2020
- «Суперхан», роман, изд-во «Вече», 2020
- «Книга живых», трилогия, изд-во «Вече», 2021
- «Избранное», в 4-х томах, изд-во «Вече», 2021
- «Страсть и бомба Лаврентия Берии», изд-во «Вече», 2022
- «Unerschrockene Generation», роман, изд-во Local Global GmbH, Штутгарт, 2023
- «Религия творчества. Тайный код русских писателей», изд-во «Вече», 2024
- «Копье Пересвета», роман, изд-во «Вече», 2025
- "Две жизни", дилогия, изд-во «Вече», 2025